# Marianne L. Simmel
Marianne Leonore Simmel (* 3. Januar 1923 in Jena; † 24. März 2010 in Sandwich, Massachusetts) war eine deutsch-amerikanische Psychologin.

## Leben
Marianne Simmel wurde 1923 als erstes von vier Kindern des Ärzteehepaares Hans Eugen Simmel und Else Rosa Rapp-Simmel in Jena geboren. Ihr Großvater war der Soziologe und Kulturphilosoph Georg Simmel. Nach der Machtergreifung der Nationalsozialisten in Deutschland geriet ihre Familie in eine immer kritischere Lage. 1934 übersiedelte die Familie nach Stuttgart, nachdem Mariannes Vater wegen kritischer Äußerungen gegen den Nationalsozialismus seine Stellung an der Universität Jena verloren hatte und von der SS eine Woche in Haft genommen worden war. Wegen der steigenden Gefahr für die Familie wurden die zwei Töchter und einer der Brüder 1938 nach England in Sicherheit gebracht. Der Vater geriet im selben Jahr für vier Wochen in Konzentrationslagerhaft in Dachau. Er konnte dann aber 1939 seiner Frau, die er angesichts der bedrohlichen Lage mit Mariannes zweitem Bruder Gerhard zu den drei anderen Kindern nach England geschickt hatte, über die Schweiz nach England folgen. Von England emigrierte die Familie im März 1940 in die USA, wo sie sich in ärmlichen Verhältnissen in New York niederließ. Marianne trug mit ihrem Verdienst als Kindermädchen zum Familienunterhalt bei. 1943 verstarb ihr Vater im Alter von nur 52 Jahren, gesundheitlich von der KZ-Haft schwer geschädigt, er hatte sich in Dachau Kehlkopftuberkulose zugezogen. Mariannes Mutter konnte sich in den USA wieder als Ärztin etablieren und so den Lebensunterhalt der Familie und die Ausbildungskosten der Kinder bestreiten.
Marianne Simmel studierte Psychologie am Smith College und an der Harvard University. Einer ihrer wichtigsten Lehrer war Fritz Heider. Mit ihm führte sie die als Heider-Simmel-Studie bekannt gewordenen Experimente durch, die 1944 veröffentlicht wurden. Sie gelten als Vorläufer der Attributionstheorie Heiders. Für diese Studie drehten sie einen kleinen Film mit bewegten geometrischen Formen, der bis heute sowohl in der Forschung, als auch in der Filmkunst auf Interesse stößt. Der Betrachter des Films schreibt diesen Figuren unwillkürlich Absichten und Gefühle zu ("attribuiert" ihnen Gefühle und Motive).
Über Heiders Vermittlung kam es 1942 auch zu einer Forschungszusammenarbeit und dann lebenslangen Freundschaft und Kooperation mit Kurt Goldstein. 1949 erhielt Marianne Simmel schließlich an der Harvard University ihr Doktorat. Ihre erste Berufung führte sie an das College of Medicine der University of Illinois at Chicago, es folgte eine Professur für Psychologie an der Brandeis University. Daneben war sie für das Massachusetts General Hospital in Boston und das Mount Sinai Hospital in New York City tätig. Von ihren klinischen Forschungsarbeiten zur kognitiven Neuropsychologie verdienen vor allem die zum Phantomschmerz Erwähnung.
1969–1970 war Simmel die Präsidentin der Division 10 (Society for the Psychology of Aesthetics, Creativity, and the Arts) der American Psychological Association. Diese verlieh ihr 2004 auch den Farnsworth Award.
Nach ihrem Rückzug aus dem universitären Leben wandte sie sich dem Textildesign zu und war auch in diesem Feld ein Jahrzehnt lang sehr erfolgreich. Sie ließ sich in Eastham (Massachusetts) nieder und schuf eine Vielzahl von Designs. Einige davon sind von ihrer früheren Beschäftigung mit Wahrnehmung und Neuropsychologie beeinflusst. Der Cape Cod Modern House Trust (CCMHT) hat die Archivierung ihrer künstlerischen Arbeiten und Textildesigns übernommen, um sie später im Provincetown Art Association and Museum (PAAM) für Forscher und Kunstfreunde zugänglich zu machen.

## Ausgewählte Schriften
- (mit F. Heider) 1944: An Experimental Study of Apparent Behavior. American Journal of Psychology 57(2): 243–259, JSTOR:1416950. Volltext (PDF; 3,9 MB)
- 1956: On phantom limbs. American Archives of Neurology and Psychiatry, 75, 637-47, doi:10.1001/archneurpsyc.1956.02330240075007.
- (mit Sarah Counts) 1957: Some stable response determinants of perception, thinking and learning. A study based on the analysis of a single test. Provincetown, Mass.: Verlag Journal Press
- 1959: Phantoms, phantom pain and "denial". American Journal of Psychotherapy, 13, 603–613, doi:10.1176/appi.psychotherapy.1959.13.3.603.
- 1962: The reality of phantom sensations. Social Research, 29, 337–356, JSTOR:40969614.
- 1967: The body percept in physical medicine and rehabilitation. Journal of Health and Social Behavior, 8, 60–64, JSTOR:2948493.
- 1968 (als Herausgeberin und Mit-Autorin): The Reach of Mind. Essays in Memory of Kurt Goldstein, New York: Springer, ISBN 978-3-662-40265-8. Darin u. a. der Beitrag Phantoms following Amputation of the Breast, S. 101–116.
- 1986: A Tribute to Eugenia Hanfmann, 1905–1983. Journal of the History of the Behavioral Sciences, 22, 348–356, doi:10.1002/1520-6696(198610)22:4<348::AID-JHBS2300220406>3.0.CO;2-E.

## Ehrungen
- 2004 Farnsworth Award der American Psychological Association